# Hermes von Olympia

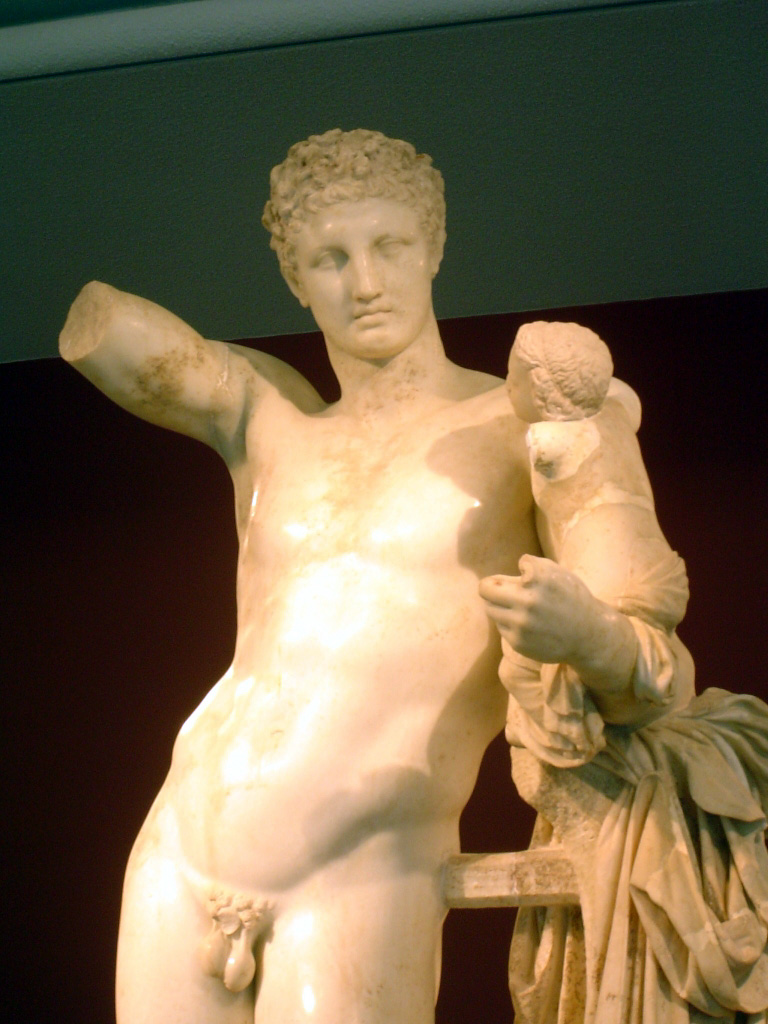
Hermes des Praxiteles (Detail)

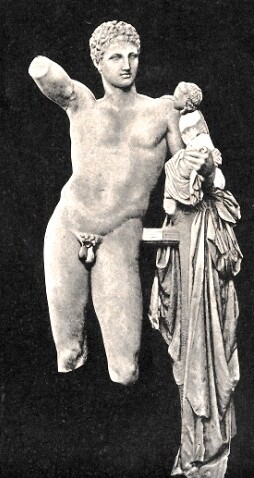
Hermes des Praxiteles im unrestaurierten Zustand

Der Hermes von Olympia ist eine Marmorgruppe des griechischen Gottes Hermes mit dem Dionysos-Knaben auf dem Arm. Sie wird um 340 v. Chr. datiert und steht in der griechischen Kunst am Übergang von der späten Klassik zum frühen Hellenismus. Die Skulptur wird dem Bildhauer Praxiteles zugeschrieben. Sie befindet sich im Museum zu Olympia. Die Unterschenkel der Statue sind heute ergänzt. Gefunden wurde die Statue am 8. Mai 1877 bei Ausgrabungen in der Cella des Heratempels in Olympia unter der Leitung von Gustav Hirschfeld. Dieser Fund war in der Archäologie eine Sensation. Da Pausanias (5, 17, 3) im 2. Jahrhundert n. Chr. diese Statue im Heraion zu Olympia erwähnt, ist davon auszugehen, dass die Statuengruppe an ihrem ursprünglichen Aufstellungsort aufgefunden wurde.
Das rechte Standbein und der Baumstamm sind Träger der Komposition. Der Baumstamm mit dem darübergeworfenen Gewand kontrastiert zum glatten Körper des Gottes. Dem aufgestützten linken Arm, der den kleinen Dionysos trägt, entsprach der emporgehobene rechte, dessen Hand vermutlich dem Knaben eine Weintraube entgegenhielt. Die Ponderation des Körpers, also der Hüftschwung und das Verhältnis Standbein zum Spielbein als Kontrapost, lässt den Einfluss der klassischen Bildhauerschule nach Polyklet erkennen, die Beinproportionen des Hermes den stilistischen Einfluss von Lysipp, der Schüler des Polyklet war.
Diese Statuengruppe war seit ihrem Auffinden Anlass zahlreicher Kontroversen. Einige Archäologen meinten, dass wegen der Anordnung mit der Baumstütze, des Faltenwurfs des Gewandes und der glatten Politur der Oberfläche des Marmors der Hermes eine römische Kopie nach einem griechischen Original ist. Losgetreten hatte die Debatte im Jahre 1927 Carl Blümel. Sein Ansatz ist insofern bemerkenswert, als er nicht nur stilkritische Argumente in seine Auseinandersetzung einbezog, sondern auch technische Fragen hinsichtlich der Bildhauerei aufwarf. Da er selbst auch Bildhauer war, hatten diese Beobachtungen besonderes Gewicht. Andere wiederum bescheinigen ihr jedoch ihre griechische Originalität. Die Basis, die ebenfalls dort gefunden wurde und auf der die Statue im Museum zu Olympia steht, wird durch den Bauforscher William Bell Dinsmoor in das 2. oder 1. Jh. v. Chr. datiert – deutlich früher, als es für eine römische Kopie der Statue in Betracht käme. Endgültig geklärt ist diese Frage nicht, doch neigt die Wissenschaft heute mehr der Meinung zu, es handele sich um ein Original des Praxiteles.